# William S. Zwicker
William Seymour Zwicker (16 marzo 1949) è un matematico statunitense, scopritore del Paradosso dell'ipergioco.
Laureatosi nel 1976 al Massachusetts Institute of Technology, si occupa soprattutto di logica matematica applicata alla teoria dei giochi ed alle teorie delle scelte sociali. 
William Zwicker è stato docente allo Union College di Schenectady fino al 2021.